# Мурюк
Мурюк — посёлок в Чебулинском районе Кемеровской области. Входит в состав Усманского сельского поселения.

## География
Центральная часть населённого пункта расположена на высоте 252 метров над уровнем моря.

## Население
По данным Всероссийской переписи населения 2010 года, в посёлке Мурюк проживает 13 человек (8 мужчин, 5 женщин).